# بیزینی
بِزِنیه (به مجاری:  Bezenye) یک شهرستان مجارستان در مجارستان است که در دیور-موشون-شوپرون واقع شده‌است.

## خصوصیات
بِزِنیه ۳۰٫۰۴ کیلومترمربع مساحت و ۱٬۵۶۱ نفر جمعیت دارد.